# Wael Abbas

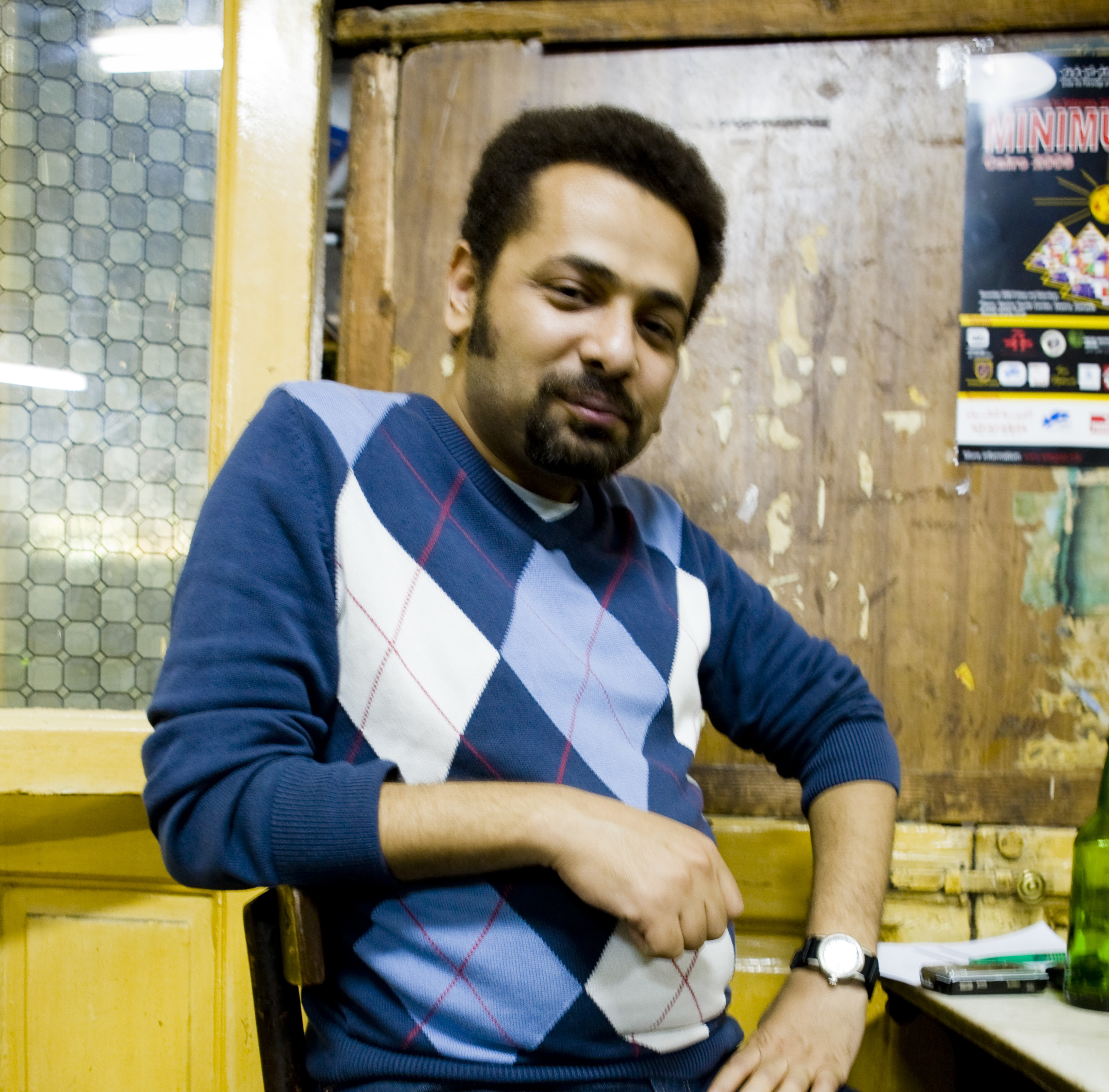

Wael Abbas (وائل عباس) är en egyptisk journalist, bloggare och människorättsaktivist. Han har bland annat rapporterat om fall av trakasserier mot kvinnor och publicerat flera filmer som visar på polisbrutalitet i hemlandet Egypten. Rapporteringarna har bland annat skett via Youtube, Yahoo och Facebook som tidvis stängt ner hans användarkonton efter anklagelser från de egyptiska myndigheterna. Hans publicering har dock också lett till att poliser har kunnat dömas för övergrepp. 
I februari 2010 dömdes han till sex månaders fängelse i Egypten för att ha saboterat en grannes internetkabel. Abbas hade tidigare anklagat grannen, som är polis, för misshandel.

## Utmärkelser
- Human Rights Watchs Hellman/Hammett Award 2008
- Fick titeln "Middle East Person of the Year 2007" av CNN